# Лојола (Калифорнија)
Лојола (енгл. Loyola) насељено је место без административног статуса у америчкој савезној држави Калифорнија.

## Демографија
По попису из 2010. године број становника је 3.261, што је 217 (-6,2%) становника мање него 2000. године.
| Група             | 2000.         | 2010.         |
| Белци             | 2.663 (76,6%) | 2.222 (68,1%) |
| Афроамериканци    | 12 (0,3%)     | 19 (0,6%)     |
| Азијати           | 554 (15,9%)   | 760 (23,3%)   |
| Хиспаноамериканци | 136 (3,9%)    | 114 (3,5%)    |
| Укупно            | 3.478         | 3.261         |